# Club Atlético Arteixo
El Club Atlético Arteixo és un club de futbol gallec del municipi d'Arteixo, a la província de A Coruña. Actualment juga al grup nord de la Preferent Autonòmica però ha arribat a jugar a Segona B.

## Història
Fundat el 1949, va jugar a les categories autonòmiques gallegues fins al 1998, quan puja per primer cop a Tercera divisió. La temporada del debut no va aconseguir mantenir la categoria. L'any 2001 aconsegueix novament l'ascens a Tercera. La temporada 2002-03 acaba en tercera posició i juga per primer cop la promoció d'ascens a Segona B sense èxit. La següent temporada acaba segon i aconsegueix l'ascens a Segona B, eliminant entre d'altres al Real Oviedo a la promoció.
En el seu debut a Segona B la temporada 2004-05 va acabar a l'última posició. Al final de la temporada, l'equip va ser descendit dues categories pels impagaments, fins a la Preferent Autonòmica. La temporada 2005-06 acaba en 19ª posició i baixa a Primera Autonòmica, categoria en la qual jugaria fins al 2014, quan aconsegueix tornar a Preferent.

## Estadi
L'Atlético Arteixo juga els seus partits com a local al Campo Municipal Ponte dos Brozos, amb capacitat per 2.000 espectadors.

## Dades del club
- Temporades a Primera: 0
- Temporades a Segona: 0
- Temporades a Segona B: 1
- Temporades a Tercera Divisió: 4

## Palmarès
- Subcampió de Tercera Divisió (1): 2003-04.

## Jugadors destacats
- Javier Manjarín[2]
- Nando